# سیارک ۲۰۴۸۰
سیارک ۲۰۴۸۰ (به انگلیسی: 20480 Antonschraut، نامگذاری:1999NT31) بیست هزار و چهارصد و هشتادمین سیارک کشف شده‌است که در ۱۴ ژوئیه ۱۹۹۹ کشف شد.
قدر مطلق سیارک برابر ۱۶.۲ است.